# Atullya femorata
Atullya femorata är en stekelart som beskrevs av Surekha och T.C. Narendran 1988. Atullya femorata ingår i släktet Atullya och familjen finglanssteklar. Inga underarter finns listade.